# Welferode (Wüstung)
Welferode ist eine ehemalige kleine Dorfsiedlung in der Gemarkung von Frankershausen, einem Ortsteil der Gemeinde Berkatal im nordhessischen Werra-Meißner-Kreis.

## Lage
Die Siedlung befand sich zwischen Frankershausen und Wellingerode, auf 219 m ü. NN etwa 1,5 km südöstlich der Ortsmitte von Frankershausen im Tal der Berka unterhalb von Frankershausen. An der Stelle befindet sich seit 1800 der Schafhof an der L 3242.

## Geschichte
Der Ort wird 1272 als Weldeverot und 1273 als Waldolverode erstmals urkundlich erwähnt. Er war Besitz der auf der nahen Burg Bilstein residierenden Grafen von Bilstein und kam im Jahre 1301 in den Besitz des Landgrafen Heinrich I. von Hessen, der in diesem Jahre den gesamten damals noch verbliebenen Besitz des letzten Grafen von Bilstein, Otto II., von diesem kaufte. Der Ort gehörte danach zum landgräflichen Gericht Bilstein. Im Jahre 1498 wird Walfferoide im Bilsteiner Salbuch dann als Wüstung bezeichnet, die mit Gericht, Dienst u. a. dem Landgrafen gehörte.
Etwa 100 Jahre später, im Jahre 1592, finden sich dann auf Gerhard Mercators Karte ein Hof und eine Mühle in Welfferode. 
Koordinaten: 51° 13′ 40″ N, 9° 56′ 20″ O